# Храм Сошествия Святого Духа (Винница)
Храм во имя Сошествия Святаго Духа — старообрядческая церковь в Виннице. Относится к Киевской и всея Украины епархии Русской православной старообрядческой церкви. В 1946—1988 годах был кафедральным собором этой епархии.

## История
Деревянная церковь во имя Сошествия Святого Духа была построена в 1850—1860-х годах старообрядцами, проживавшими в Старообрядческой и Дубовецкой слободах (сейчас улицы Брацлавская и Александра Довженко). После пожара она была обложена кирпичом. До конца XIX — начала XX века храм не имел собственного священника. Первым постоянным священником стал Симеон Позняков, окормлявшим общину до своей кончины в середине 1920-х годов. После него настоятелем был избран Исидор Кобзин. В 1921 году старообрядческой общине была выделена земля под кладбище.
Перед Второй мировой войной храм был закрыт. Немцы использовали его как конюшню. В 1945 году богослужения в храме были восстановлены, а новым настоятелем стал Пётр Кобзин, сын отца Исидора.
В 1946 году священноинок Вениамин (Агольцов) был хиротонисан во епископа Киево-Винницкого. Епархиальный центр был размещён в Виннице. В 1988 году епископом Киевским и всея Украины был избран Иоанн (Витушкин), перенёсший кафедру в Киев.
В 1994 году старообрядческое кладбище, на котором ранее хоронили прихожан и священников общины, начали застраивать. В 2016 году винницкие власти сровняли кладбище с землёй.
Рядом со старой церковью ведётся строительство нового храма.